# 中国人民解放军陆军合成第六旅
合成第六旅（英語：6th Combined Arms Brigade），又称“忠诚劲旅”，是中国人民解放军陆军第八十二集团军下辖的一个重型合成旅，驻地北京市昌平区。

## 概述

### 坦克第六师
1969年9月10日，坦克第六师正式组建，下辖：
- 坦克第二十一团（前独立坦克第六团）
- 坦克第二十二团（前坦克自行火炮第三九二团）
- 坦克第二十三团（前坦克自行火炮第三九三团）
- 坦克第二十四团（前坦克自行火炮第四〇一团）

1971年9月1日，坦克第二十二团调出编入陆军第八十一师为师属坦克团。
1976年怀仁堂事变前夕，张春桥之弟、中国人民解放军总政治部宣传部副部长张秋桥前往昌平“视察”坦克第六师，这使得为推翻“四人帮”而主要依靠北京卫戍区的华国锋和叶剑英一派大为紧张，最终决定动员警卫第三师坦克团“盯住”坦六师，一旦后者“有变”，就要立即行动，实施堵截甚至交战。不过坦六师表现正派，在事变全程均没有出动。此外，在1989年六四清场中，坦克第六师是除了坦克第一师以外唯一一个参与清场的坦克师。
1983年3月扩编炮兵团和装甲步兵团，并编入陆军第三十八军。随着1985年百万大裁军，坦克第六师扩编一个高炮团，装甲步兵团改为机械化步兵团。1998年改制前下辖：
- 坦克第二十一团
- 坦克第二十二团
- 坦克第二十四团
- 机械化步兵团
- 炮兵团
- 高炮团

### 装甲第六师
1998年改为装甲第六师，机械化步兵团调出，坦克团改为装甲团，高炮团改为防空团，同时成为第一个试点数字化改革的装甲师。2017年拆分前下辖：
- 装甲第二十一团
- 装甲第二十二团
- 装甲第二十四团
- 炮兵团
- 防空团

### 合成第六旅
2017年，装甲第六师拆分出装甲第二十二团组建中型合成第一八九旅，余部整编为重型合成旅。

## 沿革
| 部隊番號   | 使用時期                 |
| ---------- | ------------------------ |
| 坦克第六师 | 1968年9月10日-1998年10月 |
| 装甲第六师 | 1998年10月-2017年2月     |
| 合成第六旅 | 2017年2月至今            |